# Frontière entre la Slovaquie et la Tchéquie
La frontière entre la Tchéquie et la Slovaquie est la frontière internationale terrestre séparant ces deux pays, membres de l'Union européenne et signataires des accords de Schengen. C'est l'une des frontières intérieures de l'espace Schengen. 

## Caractéristiques
Longue de 251,8 km, la frontière, d'axe Nord-Est / Sud-Ouest, débute au nord par le tripoint avec la Pologne  et se termine au sud, au croisement des frontières avec l'Autriche

## Histoire
Son tracé est déjà avant 1989 la limite administrative entre les deux États fédérés qu'étaient la République socialiste tchèque et la République socialiste slovaque au sein de la République socialiste tchécoslovaque (république unitaire en 1945, celle-ci était devenue une république fédérale en 1968). Après la révolution de Velours cette année-là, elle reste provisoirement une simple limite administrative au sein de la République fédérale tchèque et slovaque, avant de devenir une frontière internationale le 1er janvier 1993, consécutivement à la dissolution de la Tchécoslovaquie.

## Passages

### Points de passage ferroviaires
| Code UIC | Gare tchèque           | Opérateur | Ligne slovaque | Gare slovaque        | Opérateur | Remarques                              |
| -------- | ---------------------- | --------- | -------------- | -------------------- | --------- | -------------------------------------- |
| 890      | Lanžhot                | ŽSDC      | 110            | Kúty                 | ŽSR       | Double voie électrifiée 25 000 V 50 Hz |
| 891      | Hodonín                | ŽSDC      | 115            | Holíč nad Moravou    | ŽSR       | Voie unique électrifiée 25 000 V 50 Hz |
| 892      | Sudoměřice nad Moravou | ŽSDC      | 114            | Skalica na Slovensku | ŽSR       | Voie unique non électrifiée            |
| 893      | Velká nad Veličkou     | ŽSDC      | 121            | Vrbovce              | ŽSR       | Voie unique non électrifiée            |
| 894      | Vlárský průsmyk        | ŽSDC      | 123            | Nemšová              | ŽSR       | Voie unique non électrifiée            |
| 895      | Horní Lideč            | ŽSDC      | 125            | Lúky pod Makytou     | ŽSR       | Double voie électrifiée 3 000 V CC     |
| 896      | Mosty u Jablunkova     | ŽSDC      | 127            | Čadca                | ŽSR       | Double voie électrifiée 3 000 V CC     |